# Jerry Ross
Jerry Lynn Ross (ur. 20 stycznia 1948 Crown Point w Indiana) – amerykański astronauta, pierwszy człowiek, który siedmiokrotnie przebywał w przestrzeni kosmicznej.

## Życiorys
W 1966 ukończył szkołę w Crown Point, a w 1972 inżynierię mechaniczną na Purdue University. Od 1970 służył w United States Air Force, w 1976 ukończył kurs na pilota doświadczalnego w United States Air Force Test Pilot School. Ma wylatane ponad 4100 godzin na 21 typach samolotów. W lotnictwie USA służył do 31 marca 2000. Od lutego 1979 pracował w Centrum Lotów Kosmicznych imienia Lyndona B. Johnsona jako oficer ładunku i kontroler lotów. Został wybrany przez NASA kandydatem na astronautę 19 maja 1980, później przechodził szkolenie astronautyczne. Od 27 listopada do 3 grudnia 1985 jako specjalista misji uczestniczył w misji STS-61-B trwającej 6 dni, 21 godzin i 4 minuty; start nastąpił z Centrum Kosmicznego im. Johna F. Kennedy’ego na Florydzie, a lądowanie w Edwards Air Force Base w Kalifornii. Umieszczono wówczas na orbicie satelity telekomunikacyjne. Ross wykonał dwa 6-godzinne spacery kosmiczne. Od 2 do 7 grudnia 1988 był specjalistą misji STS-27 trwającej 4 dni, 9 godzin i 5 minut. Wyniesiono na orbitę wojskowego satelitę rozpoznania radarowego Lacrosse 1.

Od 5 do 11 kwietnia 1991 był specjalistą misji STS-37 trwającej 5 dni, 23 godziny i 32 minuty. Umieszczono na orbicie satelitę GRO (Gamma Ray Observatory), (później został przemianowany na CGRO (Compton Gamma Ray Observatory)), umożliwiającego obserwacje Wszechświata w zakresie promieniowania gamma. Ross wykonał dwa spacery kosmiczne trwające łącznie 10 godzin i 49 minut.
Od 26 kwietnia do 6 maja 1993 brał udział w naukowej misji STS-55 z laboratorium Spacelab D-2, trwającej 9 dni, 23 godziny i 44 minuty. Od 12 do 20 listopada 1995 uczestniczył w misji STS-74 trwającej 8 dni, 4 godziny i 30 minut. Połączono amerykański wahadłowiec Atlantis z rosyjską stacją kosmiczną Mir. Od 4 do 15 grudnia 1998 był specjalistą misji STS-88 trwającej 11 dni, 19 godzin i 42 minuty. Dostarczono na orbitę Unity - drugi segment Międzynarodowej Stacji Kosmicznej. Ross wykonał trzy spacery kosmiczne trwające łącznie 21 godzin i 22 minuty.
 Ostatnią jego misją była STS-110 od 8 do 19 kwietnia 2002, trwająca 10 dni, 19 godzin i 42 minuty. Ross dwa razy wychodził wówczas w otwartą przestrzeń kosmiczną, łącznie na 14 godzin i 9 minut.
Łącznie spędził w kosmosie 58 dni i 51 minut. Opuścił NASA 20 stycznia 2012.